# ساكن مقط (الوضيع)

تعديل مصدري - تعديل

ساكن مقط هي إحدى قرى عزلة  الوضيع بمديرية الوضيع التابعة لمحافظة أبين، بلغ تعداد سكانها 54 نسمة حسب تعداد اليمن لعام 2004.